# 크리퍼 바이러스
크리퍼 바이러스(Creeper virus) 또는 크리퍼 웜(Creeper worm)은 실험적인 자기 복제 프로그램으로, 밥 토머스가 BBN에서 1971년에 만든 것이다. 일반적으로 최초의 컴퓨터 바이러스로 여겨진다. 크리퍼는 TENEX 운영 체제를 실행하고 있던 DEC PDP-10 컴퓨터를 감염시켰다. 크리퍼는 아파넷을 통한 접근 권한을 얻었고 스스로를 "I'm the creeper, catch me if you can!"(내가 크리퍼다, 잡을 수 있다면 잡아봐라!)라는 메시지가 있는 원격 시스템에 복사시켰다.

## 리퍼
리퍼(Reaper)는 ARPANET에 접근하여 자기 복제를 하는 크리퍼를 삭제하는, 레이 톰린슨이 만든 유사 프로그램이다.

## 같이 보기
- 컴퓨터 바이러스
- (c)브레인 : 최초의 개인용 컴퓨터용 바이러스